# 吉野川エクスプレス
吉野川エクスプレス（よしのがわエクスプレス）は、松山市と徳島市を結ぶ高速バスである。
全便座席指定制のため、乗車には予約が必要（当日空席があれば乗車可能）。

## 運行会社
- ジェイアール四国バス
- 伊予鉄バス
- 徳島バス

## 停車停留所
JR松山駅 - 松山市駅 - 大街道 - 松山インター口 - 川内インター - 三島・川之江インター - 三好BS - 脇町BS - 土成BS - 鈴江 - 徳島駅前
※三島・川之江インターを除き、愛媛側からの乗車→徳島側からの降車、またはその逆のみの扱いとなる。三島・川之江インターは両方向からの乗降車が可能。

## 運行回数
- 昼行便1日6往復。各社が2往復ずつ担当。

## 歴史
- 2000年3月12日 - 徳島自動車道の井川池田IC～川之江東JCTが開通したのを受けて昼行4往復／日で運行開始[1]。
- 2002年11月1日 - 阿波池田駅を経由する便を廃止。土成IC、美馬IC、三島・川之江インターのバス停を新設。
- 2005年10月14日 - 昼行7往復／日に増便。
- 2009年12月1日 - 徳島市内に「鈴江」バス停（徳島ICの南方）を新設。
- 2021年3月1日 - ダイヤ改正により1往復減便、昼行6往復／日となる。
- 2022年8月1日 - 運賃改定・ダイヤ改正。余戸南インター停留所を廃止。

## 車内設備
- スーパーハイデッカー車またはハイデッカー車
- 4列リクライニングシート
- トイレ